# Weilrod
Weilrod es un municipio situado en el distrito de Alto Taunus, en el estado federado de Hesse (Alemania). Su población estimada a finales de 2016 era de 6547 habitantes.
Se encuentra ubicado en el centro del estado, a poca distancia al norte del río Meno, uno de los principales afluentes del Rin.

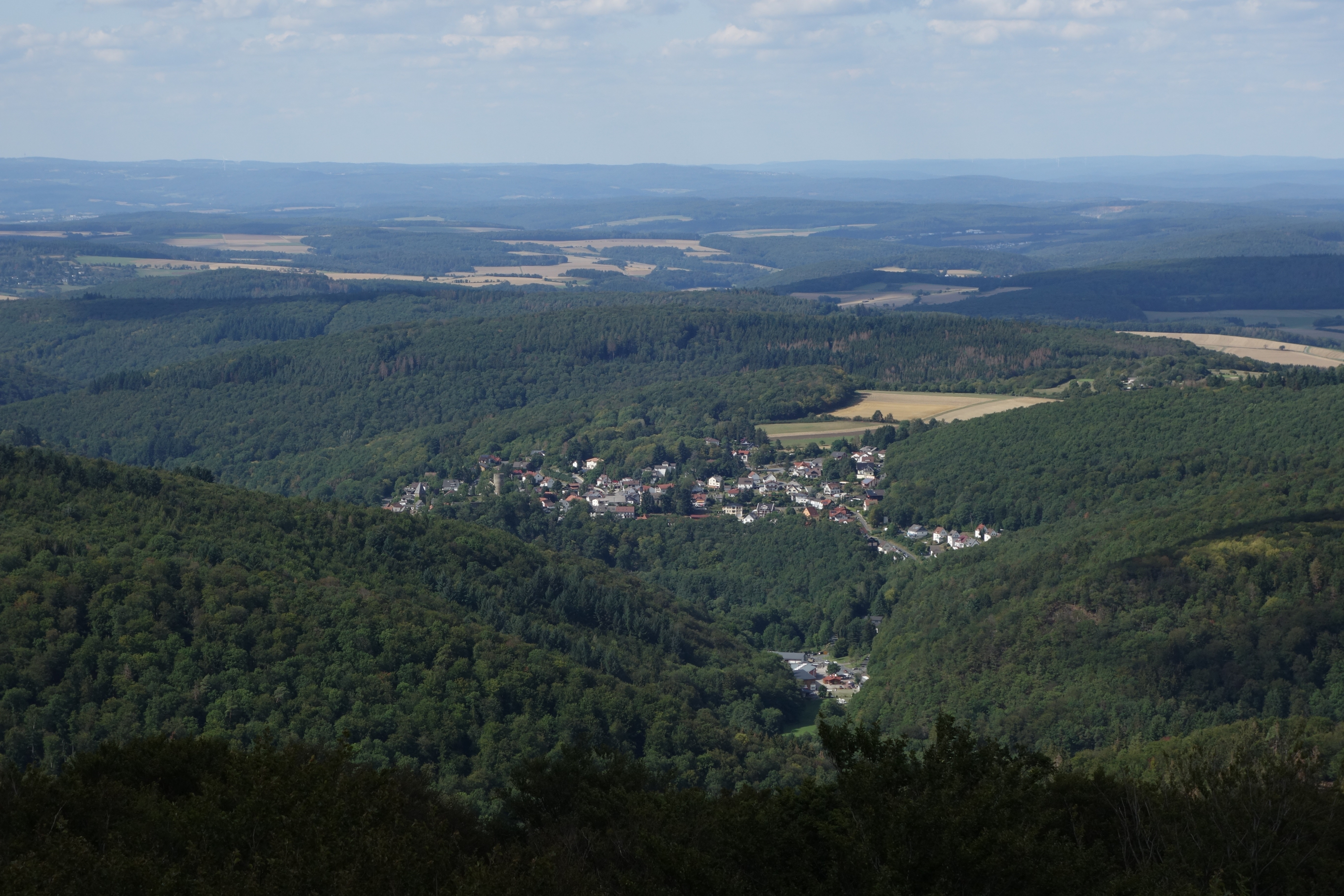
El distrito de Altweilnau visto desde el sur, desde el mirador de la montaña Pferdskopf